# Renkum
Renkum este o comună și o localitate în provincia Gelderland, Țările de Jos. 

## Localități componente
Doorwerth, Heelsum, Heveadorp, Oosterbeek, Renkum, Wolfheze.